# Taifa Mértola

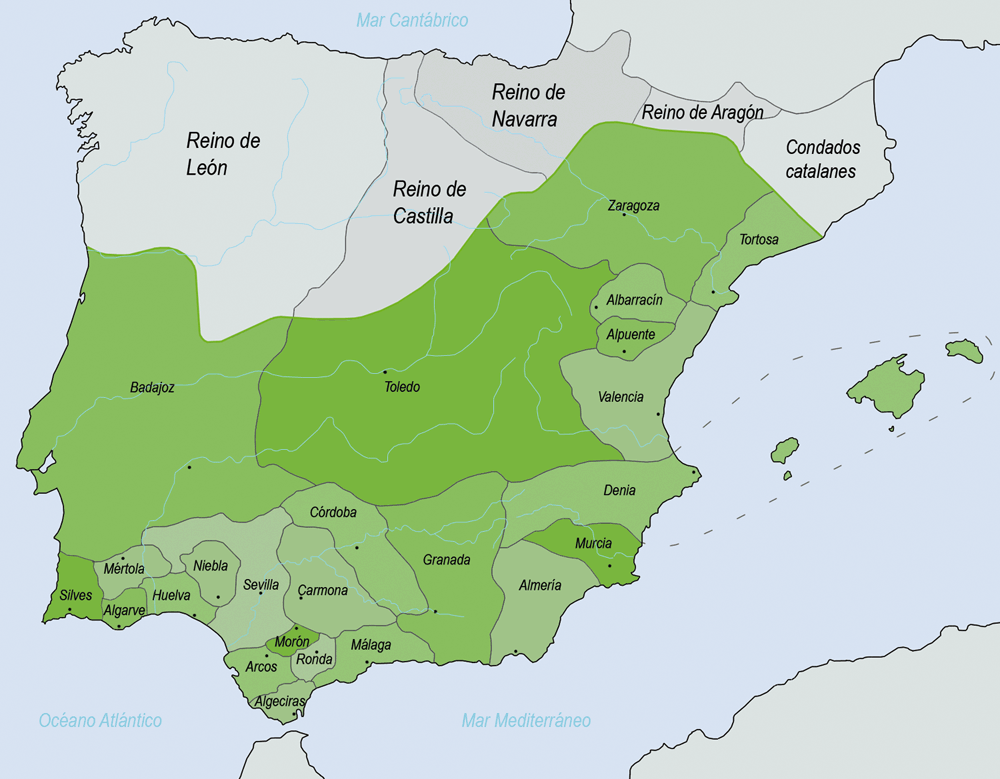
Ligging t.o.v. andere taifa's

De taifa Mértola was een emiraat (taifa) in het zuiden van Portugal. De stad Mértola (Arabisch: Martulah) was de hoofdstad van de taifa. De taifa ontstond kort na de val van het kalifaat Córdoba (1031) uit de kurah Martulah (district in het kalifaat). De taifa kende drie afzonderlijke periodes: van 1033 tot 1044, van 1144 tot 1145 en van 1146 tot 1151, toen het uiteindelijk werd veroverd door de Almohaden uit Marokko.

## Lijst van emirs
Banu Tayfur
- Ibn Tayfur: 1033?-1044
- Aan taifa Sevilla: 1044-1091
- Aan Almoraviden uit Marokko: 1091-1144

Banu Qasi
- Abu al-Qasim ibn Husaym ibn Qasi: 1144-1145
- Aan taifa Badajoz: 1145-1146
- Abu al-Qasim ibn Husaym ibn Qasi (hersteld): 1145-1151
- Aan Almohaden uit Marokko: 1151-1250